# Arbor Low
Arbor Low ist ein Henge-Monument im Peak District in Derbyshire in den East Midlands im Norden von England. Der 375 m hoch gelegene, abgeschiedene Platz im „Middleton Moor“ liegt westlich des eponymen Ortes (Grid ref. OSGB - SK 1603 6355). Die Fundstelle steht unter Schutz (Scheduled Monument).

## Aufbau
Das Henge besteht aus einem ovalen Ringwall von maximal 90 m Durchmesser und zwei Metern Höhe und einem inneren, bis zu 10 m breiten und bis zu 1,5 m tiefen Graben, der von einem Steinkreis begleitet wird, der ursprünglich wohl 39 Steine umfasste. Im Nordwesten und Südsüdosten befinden sich Durchlässe im Wall und Unterbrechungen des Grabens. Im erhöhten Innenbereich stehen etwa 50 größere und kleinere Menhire aus Kalkstein, die in der Mitte ein Hufeisen bildeten, vielleicht eine „cove“, wie sie auch aus Avebury und Mount Pleasant bekannt ist. Hier wurde bei der Ausgrabung im Jahre 1902 eine beigabenlose Bestattung gefunden. Ob die Steine früher aufrecht standen, ist ungeklärt. Von Süden führt ein Erdwerk auf die Anlage zu.
In der Nähe des südöstlichen Zugangs wurde in der Bronzezeit im äußeren Wallbereich ein runder Grabhügel angelegt. Die Bestattungen wurden 1845 durch Bateman entdeckt und ausgegraben.
Das etwa 2500 v. Chr. entstandene Henge hat ein Pendant in der 15 km nördlich gelegenen Anlage The Bull Ring in Dove Holes.

## Ausgrabung
1901–1902 führte Harold St. George Gray (1872–1963) eine kleinere Ausgrabung durch, die Silexgeräte und Pfeilspitzen erbrachte.

## Fundstellen in der Umgebung
300 Meter entfernt liegt der Grabhügel Gib Hill (von Gibbet = Galgen). Er ist fünf Meter hoch und hat einen Durchmesser von zehn Metern. Er enthielt eine Steinkiste, die 1848 ausgegraben wurde. In ihr befand sich eine Brandbestattung in einer Urne. Gib Hill ist jünger als Arbor Low, er wurde auf einem frühneolithischen Long Barrow errichtet, der älter ist als das Henge. In der Gegend befinden sich auch die Ringanlagen von Barbrook und diverse Steine mit Cup-and-Ring-Markierungen im Middleton Moor.